# Murciélagos Fútbol Club
O Murciélagos Fútbol Club é um clube de futebol com sede em Los Mochis, Sinaloa, México. A equipe compete na Segunda Divisão.

## História
O clube foi fundado em 2008.